# Agelaos (Sohn des Stymphalos)
Agelaos (altgriechisch Ἀγέλαος Agélaos) ist eine Person der griechischen Mythologie.
Er erscheint bei Pausanias als Sohn des Stymphalos und Vater des Phalanthos, des eponymen Gründers der Stadt Phalanthos in Arkadien.